# دينيس أودوي
دينيس أودوي (بالإنجليزية: Denis Odoi)‏ هو لاعب كرة قدم بلجيكي من أصل غاني في مركز الدفاع ولد في يوم 27 مايو 1988 في مدينة لوفن في بلجيكا، يلعب حالياً مع نادي فولهام في دوري البطولة الإنجليزية وسبق له اللعب مع نادي لوكيرين ونادي أندرلخت ونادي سينت ترويدن وآود هيفرلي لوفين، كما لعب مع منتخب بلجيكا لكرة القدم ويبلغ طوله 178 سم.

## روابط خارجية
- دينيس أودوي على موقع الاتحاد الأوربي (الإنجليزية)
- دينيس أودوي على موقع الاتحاد البلجيكي (الإنجليزية)
- دينيس أودوي على موقع قاعدة بيانات كرة القدم.إي يو (الإنجليزية)
- دينيس أودوي على موقع ناشيونال فوتبول تيمز (الإنجليزية)
- دينيس أودوي على موقع Soccerbase.com (لاعب) (الإنجليزية)
- دينيس أودوي على موقع Soccerway.com (الإنجليزية)
- دينيس أودوي على موقع عالم كرة القدم.نت (الإنجليزية)
- دينيس أودوي على موقع AS.com (الإسبانية)